# 익산서동축제
익산서동축제는 전북특별자치도 익산시에서 개최하는 지역 전통 축전이다.

## 역대 축전

### 2004년
- 명칭: 익산서동축제 2004
- 주제: 서동과 함께하는 사랑이야기
- 일시: 2004.10.14 ~ 10.17(4일간)
- 장소: 중앙체육공원
- 주최: 익산시
- 주관: 익산서동축제추진위원회

### 2005년
- 명칭: 익산서동축제 2005
- 주제: 서동에서 무왕까지 그 생생한 이야기
- 일시: 2005.9.30 ~ 10.3(4일간)
- 장소: 중앙체육공원
- 주최: 익산시
- 주관: 익산서동축제추진위원회

### 2006년
- 명칭: 익산서동축제 2006
- 주제: 노래로 여는 창, 서동요
- 일시: 2006.9.28 ~ 10.1(4일간)
- 장소: 중앙체육공원
- 주최: 익산시
- 주관: 익산서동축제추진위원회

### 2007년
- 명칭: 익산서동축제 2007
- 주제: 노래로 여는 창, 서동요
- 일시: 2007.10.25 ~ 10.28(4일간)
- 장소: 중앙체육공원
- 주최: 익산시
- 주관: 익산서동축제추진위원회

### 2008년
- 명칭: 익산서동축제 2008
- 주제: 서동설화로 상상하는 문화컨텐츠 축제
- 일시: 2008.10.30 ~ 11.2(4일간)
- 장소: 중앙체육공원 등 익산시 일원
- 주최: 익산시
- 주관: 익산서동축제추진위원회

### 2009년
- 명칭: 익산서동축제 2009
- 주제: 서동요, 영원한 사랑의 노래
- 일시: 2009.10.29 ~ 11.1 (4일간)
- 장소: 중앙체육공원 등 익산시 일원
- 주최: 익산시
- 주관: 익산서동축제추진위원회

### 2010년
- 명칭: 익산서동축제 2010
- 주제: 영원한 사랑노래, 러브 프로포즈 서동요
- 일시: 2010.9.30(금) ~ 10.3(월) 4일간
- 장소: 중앙체육공원 및 금마서동공원, 익산시 일원
- 주최: 익산시
- 주관: 익산서동축제추진위원회

### 2011년
- 명칭: 익산서동축제 2011
- 주제: 천년의 사랑, 백제의 꿈
- 일시: 2011.9.30(금) ~ 10.3(월) 4일간
- 장소: 중앙체육공원 등 익산시 일원
- 주최: 익산시
- 주관: 익산서동축제추진위원회

### 2012년
- 명칭: 익산서동축제 2012
- 주제: 백제의 숨결, 천년의 사랑
- 일시: 2012. 9. 20(목) ~ 9. 23(일) 4일간
- 장소: 중앙체육공원 등 익산시 일원
- 주최: 익산시
- 주관: (재)익산문화재단

### 2013년
- 명칭: 익산서동축제 2013
- 주제: 백제의 숨결, 천년의 사랑
- 일시: 2013. 5. 10(금) ~ 5. 12(일) 3일간
- 장소: 중앙체육공원 등 익산시 일원
- 주최: 익산시
- 주관: (재)익산문화재단

### 2014년
- 명칭: 익산서동축제 2014
- 주제: 백제의 숨결, 천년의 사랑
- 일시: 2014년 6월 21일 ~ 6월 22일 (2일간)
- 장소: 금마면 및 서동공원 일원
- 슬로건: 백제왕도를 금마저로 선언하노라!
- 주최: 익산시
- 주관: (재)익산문화재단